# سكيب وودز
سكيب وودز (بالإنجليزية: Skip Woods)‏ هو منتج أفلام وكاتب سيناريو ومخرج أمريكي، ولد في 4 ديسمبر 1967 في الولايات المتحدة.

## وصلات خارجية
- سكيب وودز على موقع IMDb (الإنجليزية)
- سكيب وودز على موقع ألو سيني (الفرنسية)
- سكيب وودز على موقع أول موفي (الإنجليزية)
- سكيب وودز على موقع بوكس أوفيس موجو (الإنجليزية)
- سكيب وودز على موقع قاعدة بيانات الأفلام السويدية (السويدية)
- سكيب وودز على موقع قاعدة بيانات الفيلم (الإنجليزية)
- سكيب وودز على موقع كينوبويسك (الروسية)